# 特拉维夫海滨大道

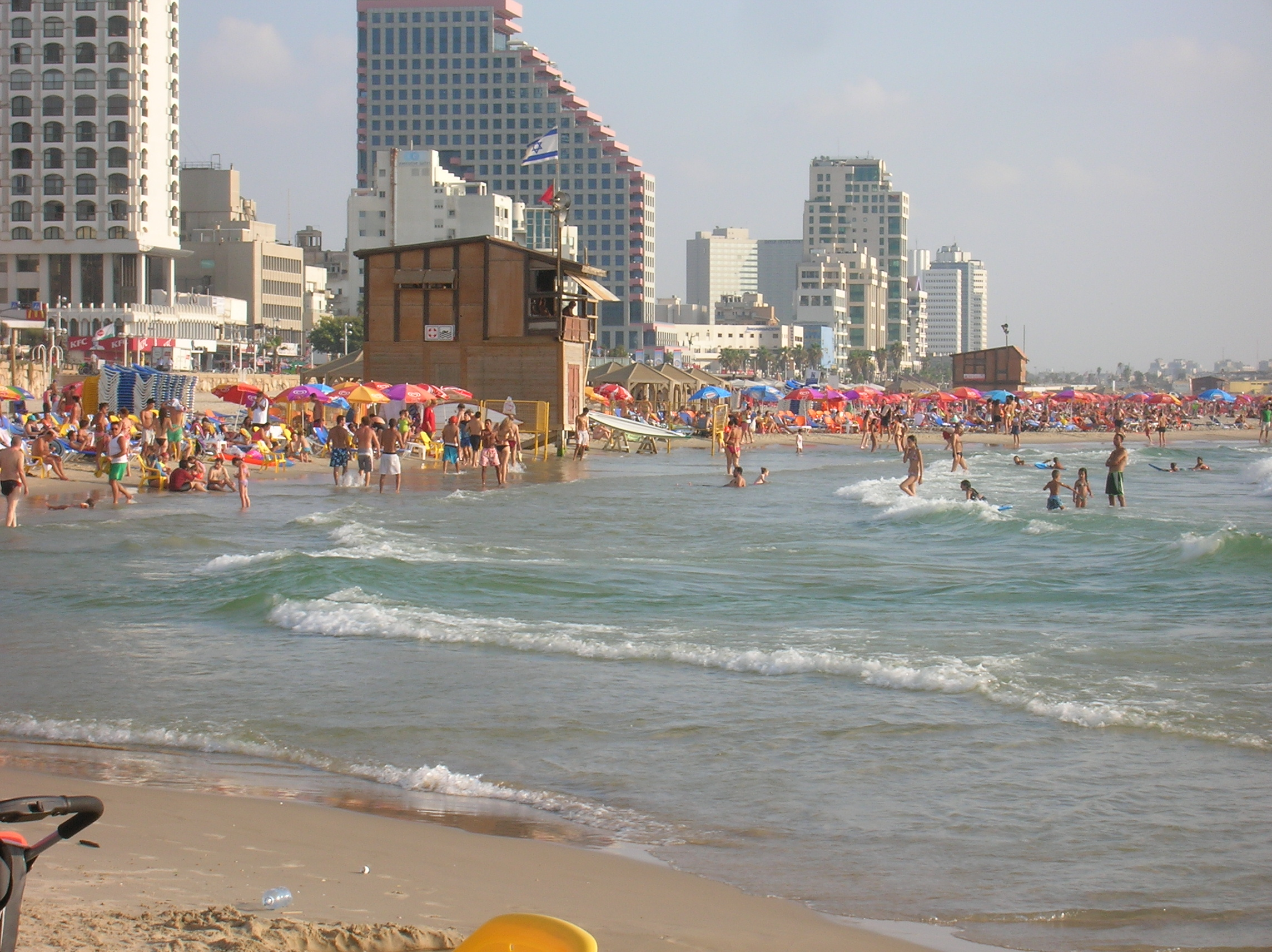
臺拉维夫海滩

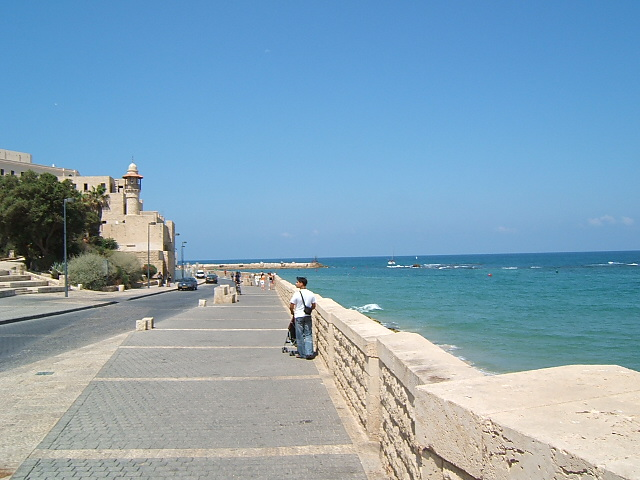
雅法城墙边

臺拉维夫海滨大道（希伯來語：‎，在希伯来语中通常简称为 Tayelet, 希伯來語：‎）位于以色列臺拉维夫的地中海海滨。

## 历史
1930年代末期，市议会决定兴建海滨大道。但是，1939年9月第二次世界大战开始，英国托管当局禁止在海滩沐浴。此外，开发新城也造成海水污染，由于卫生的原因海滩被禁止用于沐浴。结果，该市的海滩长期遭到遗弃和忽视。海滨酒店和咖啡馆变成可疑的酒吧，赌场和妓院。公众离开这个区域，该市的娱乐中心转移到市中心，诸如迪岑哥夫街。20世纪80年代，建立但区 污水处理设施，使污水不再排入大海。海滩变得清洁，公众浴场重新开放。